# Давид Мендеш Силва
Давид Мендеш Силва (на португалски: David Mendes Silva) е португалски футболист, ляв атакуващ полузащитник. Роден е на 11 октомври 1986 г. в Коимбра, Португалия.

## Кариера
Силва играе три години в родината си за отборите на Академика (Коимбра) и Тоуризенсе, след което се премества да играе в България през юни 2008, подписвайки 3-годишен договор с Локомотив (Мездра). За Локомотив Силва играе във всички мачове от А група (15 участия) и вкарва 2 гола.
Заедно със съотборникът си Руй Мигел през януари 2009 преминават в ЦСКА. Силва дебютира за ЦСКА в приятелския мач срещу ФК Ягодина (победа с 4:1 за ЦСКА) на 26 януари 2009. През зимната подготовка отбелязва 2 гола за ЦСКА. Отбелязва първия си гол в официална среща за ЦСКА в дебютния си мач в А ПФГ на 7 март 2009 в срещата Беласица-ЦСКА 0-3.